# Gå varsamt, min kristen
Gå varsamt, min kristen är en psalm om trons vaksamhet och kamp av Olof Kolmodin den äldre. Den är strängt rannsakande och uppfordrande till sin karaktär, samtidigt som den mynnar ut i en innerlig och ljus maning ("Hans börda är ljuvlig, åt honom dig giv"). Psalmen uppges i både finska och svenska psalmböcker vara skriven år 1742, men enligt Oscar Lövgren finns den med i Kolmodins uppbyggelsebok Andelig Dufwo-Röst från 1734, där den rubriceras "Den smala Wägen".
Melodin är i Sverige en norsk-svensk folkmelodi (Ess-dur, 4/4), som bland annat förekommer i Pilgrimsharpan 1862 till texten "Till Josef, till Josef, så hette det förr." Det är också samma melodi som används till Mer helighet giv mig. I Finland används en melodi av Rudolf Lagi från 1867 (F-moll, 6/4).
Psalmen togs inte med i den wallinska psalmboken (1819 års psalmbok), men bearbetades något av Lars Stenbäck 1869 och 1880 för den finlandssvenska psalmboken 1886, och infördes i tillägget till 1819 års psalmbok, "Nya psalmer 1921".
Psalmen har i Den svenska psalmboken 1986 fem verser, mot ursprungets nio, bearbetade av Anders Frostenson 1977. I 1937 års psalmbok har psalmen sex verser med något äldre ordformer, därtill en nu i både Finland och Sverige utesluten vers.
En folklig variant på melodin ingår i jazzpianisten Jan Johanssons skiva Jazz på svenska, betitlad Visa från Rättvik.

## Publicerad i
- Nr 121 i Andelig Dufworöst 1771 i den 10:e avdelningen under rubriken "Gudelig Upmuntrings-Röst" med titeln "Den smala Wägen". Någon melodi anges inte.
- Nr 314 i Finlandssvenska psalmboken 1886 under rubriken "Om kristlig vandel".
- Nr 605 i Nya psalmer 1921, tillägget till 1819 års psalmbok under rubriken "Det Kristliga Troslivet: Troslivet hos den enskilda människan: De trognas helgelse och krisliga vandel: Vaksamhet, bön och strid".
- Nr 344 i 1937 års psalmbok under rubriken "Trons vaksamhet och kamp".
- Nr 408 i Finlandssvenska psalmboken 1943 under rubriken "Om kristlig vandel".
- Nr 565 i Svenska kyrkans egen del av Den svenska psalmboken 1986 under rubriken "Vaksamhet - kamp - prövning".
- Nr 410 i Finlandssvenska psalmboken 1986 som nr 410 under rubriken "Kallese och efterföljd" med annorlunda text än i Den svenska psalmboken och med melodi av Rudolf Lagi, 1867.